# محافظ على التراث التاريخي
ومن المفهوم المحافظة على التراث التاريخي (بالإنجليزية:Preservationist) عموما لصيانة المباني التاريخية يعني: الذي يدعو إلى الحفاظ على معماريا تاريخيا أو كبيرة المباني والهياكل والأجسام، أو المواقع من هدم أو تدهورها. يشير مصطلح "الحفظ التاريخي" عادةً إلى الحفاظ على البيئة المبنية، وليس الحفاظ على الغابات البدائية أو البرية على سبيل المثال. 

## الحفاظ على البيئة التاريخية البارزة
بعض من دعاة حماية البيئة التاريخية البارزين الذين هم أو كانوا من دعاة حماية البيئة المبنية هم:
- مايكل هنري آدامز (أمريكي، مؤرخ هارلم، كاتب، ناشط)
- سيميون بانكوف (ناشط وناشط أمريكي في مجال الحفاظ على البيئة)
- كاثرين سيمور داي (1870-1964) عالمة ترميم أمريكية من هارتفورد، كونيتيكت
- فريد دبنة (ستيبلجاك إنجليزي، مهندس ميكانيكي وناشط في مجال الحفظ)
- آن باميلا كانينغهام (1816-1875) ناشطة أمريكية رائدة)
- جيمس مارستون فيتش (1909-2000) مهندس معماري أمريكي ومدرس وناشط)
- مارغوت جايل (1908-2008) صحفي وناشط أمريكي)
- جين جاكوبس (1916-2006) كاتب وناشط أمريكي كندي)
- كارولين كينت (1935–2009) ناشطة أمريكية، ناشطة في مانهاتن العليا)
- تشارلز ، أمير ويلز (ناشط بريطاني)
- جاكلين كينيدي أوناسيس (1924-1994) ناشطة وكاتبة أمريكية)
- دبليو براون مورتون الثالث (مؤرخ حكومي ودولي أمريكي، كاتب، ناشط)
- وليام ج. مرتاغ (مؤرخ حكومي أمريكي، كاتب)
- نيلسون (1927-1994) مدير حكومي أمريكي وكاتب ومدرس)
- تشارلز إي بيترسون (1906-2004) ناشط أمريكي أصيل)
- هالينا روزنتال (1918-1991) ناشطة أمريكية، الجانب الشرقي العلوي من مانهاتن)
- جورج شيلدون (1818-1916) سيناتور أمريكي، مزارع، كاتب)
- أرلين سيمون (ناشطة أمريكية، الجانب الغربي العلوي من مانهاتن)
- جون روسكين (1819-20-1900) ناقد فني بريطاني، رسام ألوان مائية، مفكر اجتماعي، فاعل خير)
- يوجين فيوليت لو دوك (1814-1879) مهندس معماري ومنظر فرنسي)
- والتر موير وايتهيل (1908-2008) كاتب ومؤرخ أمريكي)
- Les Beilinson AIA (1946-2013) مهندس معماري أمريكي، محافظ، ساوث بيتش ميامي)
- LTC Rolt (1910-1974) كاتب إنجليزي، كاتب سيرة، عالم حماية)
- نانسي (بويد) ويلي (1902-1998) الناشطة التاريخية في مجال الحفاظ على البيئة والناشطة البيئية، أنقذت ليتل نورث ويست كريك وبرشلونة نيك من التطوير.

## دعاة حماية البيئة البارزون
- انظر قائمة دعاة الحفاظ على البيئة

- انظر قائمة دعاة حماية البيئة